# Корнерупин
Корнерупи́н — редкий коллекционный минерал, боросиликат магния и алюминия. Железистая разновидность — призмати́н. Своё современное название получил в честь датского геолога и исследователя Андреаса Николаса Корнеру́па (1857—1881). В чистом виде бесцветен, но обычно окрашен примесями в разные тона жёлтого, коричневого или зелёного цвета, а отдельные образцы с Мадагаскара имеют окраску цвета морской волны.
Оригинальный ювелирный материал. В качестве вставок более всего ценятся прозрачные камни оттенков зелёного цвета.

## Свойства
Кристаллы длиннопризматические. Агрегаты — лучисто-шестоватые, радиально-волокнистые, плотные зернистые массы. Плотность корнерупинов обычно колеблется в диапазоне от 3,28 до 3,44, хотя единичным образом отмечались и большие значения. Величины наименьшего и наибольшего показателей преломления колеблются от 1,661-1,662 до 1,674-1,699. Средний показатель близок по величине к наибольшему, что соответствует отрицательному характеру минерала и небольшому углу оптических осей (от 3 до 48°):419.
Цвет кристаллов варьирует от белого, жёлтого, буроватого и бледно-зелёного до голубого и тёмно-зелёного. Зелёный цвет обусловлен примесью хрома, голубой — ванадия. Буровато-зелёные оттенки характерны для корнерупинов с острова Шри-Ланка, оливково-зелёные, чисто-зелёные и цвета морской волны — с Мадагаскара. Дихроизм и трихроизм от слабого до сильного: зелёный, жёлтый и красно-бурый. Некоторые образцы корнерупина обладают сильным плеохроизмом (зелёный — жёлтый — бурый). Например, в зависимости от угла зрения на огранённые корнерупины из Кении, окраска кристаллов меняется от зелёной до фиолетовой. Существуют камни с эффектом «кошачьего глаза».

## Месторождения
Происхождение метаморфическое, контактово-метасоматическое. Встречается в сланцах с кордиеритом и шпинелью, редко — в пегматитах.

## Применение
Глядя на первые корнерупины, поначалу мало кому могло прийти в голову, что этот неказистый минерал, впервые обнаруженный в Гренландии, когда-то найдёт применение в ювелирном деле. Такое мнение бытовало до той поры, пока необычные формы этого минерала не обнаружили на Мадагаскаре:419. Главной помехой для широкого применения корнерупина в огранке стало малое количество качественного сырья, а также крайняя необычность и непохожесть этого минерала на привычные образцы.
В качестве ювелирного материала используются прозрачные корнерупины. Помимо упомянутых выше стран, корнерупины ювелирного качества добывают на территории Австралии, Танзании, Бирмы (Мьянмы), ЮАР. Крупные тёмно-зелёные кристаллы длиной до 20 см находят в Гренландии, где этот минерал был обнаружен впервые. Чисто-зелёные кристаллы найдены в пегматитах на юге Мадагаскара, в галечниках с самоцветами на Цейлоне и в районе Могока в Бирме. Известны редкие образцы из Саксонии:420.
Корнерупин трудно спутать с каким-то другим драгоценным камнем, потому что он обладает совсем иной окраской и плеохроизмом, чем энстатит, эвклаз или перидот, которые имеют близкую плотность и светопреломление.
В целом кристаллы корнерупина редки, их нечасто встретишь в коллекциях минералов и полудрагоценных камней.